# Championship League 2021/2
Die zweite Auflage der Championship League 2021 war das Auftaktturnier der Snooker-Saison 2021/22. Die drei Gruppenrunden des Weltranglistenturniers wurden verteilt auf vier Wochen vom 18. Juli bis 13. August ausgetragen. Nachdem die letzten drei Ausgaben coronabedingt wie fast alle Turniere in Milton Keynes ausgetragen wurden, kehrte das Turnier in die Morningside Arena von Leicester zurück, wo es 2019/20 schon einmal stattgefunden hatte.
Der Lokalmatador und aktuelle Weltmeister Mark Selby hatte seine Teilnahme abgesagt, aus den Top 16 der Weltrangliste fehlten außerdem Neil Robertson, Ding Junhui und Jack Lisowski.
Der Weltranglistensechste Kyren Wilson war der Titelverteidiger, zuletzt hatte er zweimal in Folge die Championship League gewonnen. Er schaffte es erneut in die Endrunde, belegte dann aber nur Platz 3 in seiner Gruppe. Sein Nachfolger wurde David Gilbert, der im Endspiel Mark Allen mit 3:1 bezwang. Für den Engländer war es der erste Profisieg in seinem fünften Finale.

## Hintergrund und Modus
Das Turnier war die zweite Ausgabe der Championship League im Kalenderjahr 2021. Zuletzt hatte das Format mehrfach gewechselt. Wie zu Beginn der Vorsaison war das Turnier der Auftakt für alle Profis, ergänzt um die besten Amateure der Q School Order of Merit, und zum zweiten Mal ging es in die Wertung für die Weltrangliste ein.
Es war ein dreistufiges Rundenturnier mit einem abschließenden Finalmatch. Die 128 Teilnehmer wurden nach ihrer Weltranglistenplatzierung in Vierergruppen aufgeteilt, je ein Spieler aus den Top 32, einer von Platz 33 bis 64 usw. Jede Gruppe spielt im Modus Jeder gegen jeden einen Sieger aus. Die 32 Sieger wurden danach wieder in acht Vierergruppen aufgeteilt, die im selben Modus acht Sieger ermittelten. Am Finaltag gab es noch einmal zwei Vierergruppen, deren Sieger in einem abschließenden Finalmatch um den Turniersieg spielten.
Die Spieler erhielten drei Punkte für einen Sieg und einen Punkt für ein Unentschieden.
Über den Gruppensieg entschied
- die höhere Punktzahl, danach bei Gleichstand
- das bessere Frameverhältnis, danach bei Gleichstand
- der direkte Vergleich, danach bei Unentschieden
- das höhere Break in den drei Gruppenspielen[2]

### Preisgeld
Das Preisgeld richtete sich ausschließlich nach der erreichten Platzierung, Zusatzprämien für gewonnene Frames wie in den üblichen Formaten der Championship League gab es nicht. Die Prämien waren dieselben wie beim Turnier ein Jahr zuvor. Insgesamt wurden 328.000 £ ausgeschüttet.
| Auftaktrunde  | Preisgeld |
| ------------- | --------- |
| Gruppensieger | 3.000 £   |
| Platz 2       | 2.000 £   |
| Platz 3       | 1.000 £   |

| Zwischenrunde | Preisgeld |
| ------------- | --------- |
| Gruppensieger | 4.000 £   |
| Platz 2       | 3.000 £   |
| Platz 3       | 2.000 £   |
| Platz 4       | 1.000 £   |

| Finalgruppe | Preisgeld |
| ----------- | --------- |
| Platz 1     | 6.000 £   |
| Platz 2     | 4.000 £   |
| Platz 3     | 2.000 £   |
| Platz 4     | 1.000 £   |

| Endspiel              | Preisgeld |
| --------------------- | --------- |
| Turniersieger         | 20.000 £  |
| Unterlegener Finalist | 10.000 £  |

## Turnier

### Auftaktrunde
Die Auftaktrunde wurde in 32 Gruppen à 4 Spieler ausgetragen. Sie fand verteilt auf 3 Wochen vom 18. Juli bis 6. August statt. Je 2 Gruppen wurden pro Tag parallel ausgetragen. Der Weltranglistenerste Judd Trump spielte in Gruppe 1, der an 2 gesetzte Ronnie O’Sullivan in Gruppe 32.
Alle Gruppenspiele wurden im Modus Best of 4 ausgetragen.
Gruppe 1
Die Spiele der ersten Gruppe fanden am 6. August statt. Obwohl Judd Trump in jedem Match einen Frame abgeben musste, setzte sich der Weltranglistenerste mit drei Siegen souverän durch.
| Pos. | Spieler          | Partien | Partien | Partien | Frames | Frames | Frames | Höchstes Break | Punkte |
| Pos. | Spieler          | G       | U       | V       | G      | V      | ±      | Höchstes Break | Punkte |
| ---- | ---------------- | ------- | ------- | ------- | ------ | ------ | ------ | -------------- | ------ |
| 1    | Judd Trump       | 3       | 0       | 0       | 9      | 3      | +6     | 92             | 9      |
| 2    | Anthony Hamilton | 1       | 1       | 1       | 6      | 6      | ±0     | 119            | 4      |
| 3    | Lee Walker       | 1       | 0       | 2       | 5      | 7      | −2     | 74             | 3      |
| 4    | Rod Lawler       | 0       | 1       | 2       | 4      | 8      | −4     | 88             | 1      |

Einzelergebnisse
| Spiel | Spieler 1        | Ergebnis | Spieler 2        |
| ----- | ---------------- | -------- | ---------------- |
| 1     | Judd Trump       | 13:13    | Rod Lawler       |
| 2     | Anthony Hamilton | 13:13    | Lee Walker       |
| 3     | Anthony Hamilton | 2:2      | Rod Lawler       |
| 4     | Judd Trump       | 13:13    | Lee Walker       |
| 5     | Lee Walker       | 13:13    | Rod Lawler       |
| 6     | Judd Trump       | 13:13    | Anthony Hamilton |

Gruppe 2
Die Spiele der zweiten Gruppe fanden am 21. Juli statt. In der Weltrangliste trennten Jordan Brown und Stuart Carrington nur 7 Plätze, vor dem entscheidenden dritten Spiel lag der Vorteil aber beim schlechter platzierten Carrington. Darum genügte ihm das Unentschieden im direkten Vergleich zum Weiterkommen.
| Pos. | Spieler           | Partien | Partien | Partien | Frames | Frames | Frames | Höchstes Break | Punkte |
| Pos. | Spieler           | G       | U       | V       | G      | V      | ±      | Höchstes Break | Punkte |
| ---- | ----------------- | ------- | ------- | ------- | ------ | ------ | ------ | -------------- | ------ |
| 1    | Stuart Carrington | 2       | 1       | 0       | 8      | 3      | +5     | 137            | 7      |
| 2    | Jordan Brown      | 1       | 2       | 0       | 7      | 4      | +3     | 78             | 5      |
| 3    | Duane Jones       | 0       | 2       | 1       | 4      | 7      | −3     | 91             | 2      |
| 4    | Michael Judge     | 0       | 1       | 2       | 3      | 8      | −5     | 65             | 1      |

Einzelergebnisse
| Spiel | Spieler 1         | Ergebnis | Spieler 2         |
| ----- | ----------------- | -------- | ----------------- |
| 1     | Stuart Carrington | 03:03    | Duane Jones       |
| 2     | Jordan Brown      | 03:03    | Michael Judge     |
| 3     | Jordan Brown      | 2:2      | Duane Jones       |
| 4     | Stuart Carrington | 13:13    | Michael Judge     |
| 5     | Jordan Brown      | 2:2      | Stuart Carrington |
| 6     | Duane Jones       | 2:2      | Michael Judge     |

Gruppe 3
Die Spiele der dritten Gruppe fanden am 22. Juli statt. Nachdem Tom Ford zweimal nur unentschieden gespielt hatte und es im Entscheidungsspiel gegen Simon Lichtenberg 1:1 stand, musste der Favorit beide verbleibende Frames gewinnen. Den ersten Frame verlor der Deutsche auf Schwarz und auch im letzten Frame nutzte er seine Chancen nicht, und so rettete sich Ford eine Runde weiter.
| Pos. | Spieler           | Partien | Partien | Partien | Frames | Frames | Frames | Höchstes Break | Punkte |
| Pos. | Spieler           | G       | U       | V       | G      | V      | ±      | Höchstes Break | Punkte |
| ---- | ----------------- | ------- | ------- | ------- | ------ | ------ | ------ | -------------- | ------ |
| 1    | Tom Ford          | 1       | 2       | 0       | 7      | 5      | +2     | 77             | 5      |
| 2    | Simon Lichtenberg | 1       | 1       | 1       | 6      | 5      | +1     | 81             | 4      |
| 3    | Simon Blackwell   | 1       | 1       | 1       | 5      | 6      | −1     | 57             | 4      |
| 4    | Reanne Evans      | 0       | 2       | 1       | 5      | 7      | −2     | 64             | 2      |

Einzelergebnisse
| Spiel | Spieler 1         | Ergebnis | Spieler 2         |
| ----- | ----------------- | -------- | ----------------- |
| 1     | Tom Ford          | 2:2      | Simon Blackwell   |
| 2     | Simon Lichtenberg | 2:2      | Reanne Evans      |
| 3     | Simon Lichtenberg | 03:03    | Simon Blackwell   |
| 4     | Tom Ford          | 2:2      | Reanne Evans      |
| 5     | Reanne Evans      | 31:31    | Simon Blackwell   |
| 6     | Tom Ford          | 13:13    | Simon Lichtenberg |

Gruppe 4
Die Spiele der vierten Gruppe fanden am 2. August statt. Jimmy Robertson errang den Gruppensieg, indem er im letzten Spiel den auf eins gesetzten Joe Perry mit 3:0 besiegte. Jimmy White gewann und verlor jeweils ein Spiel, spielte einmal unentschieden und landete auf Platz 3. Sean Maddocks verlor alle Spiele und beendete die Vorrunde auf Platz vier.
| Pos. | Spieler         | Partien | Partien | Partien | Frames | Frames | Frames | Höchstes Break | Punkte |
| Pos. | Spieler         | G       | U       | V       | G      | V      | ±      | Höchstes Break | Punkte |
| ---- | --------------- | ------- | ------- | ------- | ------ | ------ | ------ | -------------- | ------ |
| 1    | Jimmy Robertson | 2       | 1       | 0       | 8      | 2      | +6     | 100            | 7      |
| 2    | Joe Perry       | 2       | 0       | 1       | 6      | 3      | +3     | 70             | 6      |
| 3    | Jimmy White     | 1       | 1       | 1       | 5      | 5      | ±0     | 80             | 4      |
| 4    | Sean Maddocks   | 0       | 0       | 3       | 0      | 9      | −9     | – 1            | 0      |

Einzelergebnisse
| Spiel | Spieler 1       | Ergebnis | Spieler 2       |
| ----- | --------------- | -------- | --------------- |
| 1     | Joe Perry       | 03:03    | Jimmy White     |
| 2     | Jimmy Robertson | 03:03    | Sean Maddocks   |
| 3     | Jimmy Robertson | 2:2      | Jimmy White     |
| 4     | Joe Perry       | 03:03    | Sean Maddocks   |
| 5     | Sean Maddocks   | 30:30    | Jimmy White     |
| 6     | Joe Perry       | 31:31    | Jimmy Robertson |

Gruppe 5
Die Spiele der fünften Gruppe fanden am 6. August statt. Auch wenn er Mitchell Mann durch ein Unentschieden im direkten Vergleich noch eine kleine Chance auf den Gruppensieg ließ, setzte sich Favorit Mark Allen letztlich klar durch.
| Pos. | Spieler          | Partien | Partien | Partien | Frames | Frames | Frames | Höchstes Break | Punkte |
| Pos. | Spieler          | G       | U       | V       | G      | V      | ±      | Höchstes Break | Punkte |
| ---- | ---------------- | ------- | ------- | ------- | ------ | ------ | ------ | -------------- | ------ |
| 1    | Mark Allen       | 2       | 1       | 0       | 8      | 2      | +6     | 137            | 7      |
| 2    | Mitchell Mann    | 1       | 2       | 0       | 7      | 4      | +3     | 132            | 5      |
| 3    | Daniel Womersley | 0       | 2       | 1       | 4      | 7      | −3     | – 1            | 2      |
| 4    | Chris Wakelin    | 0       | 1       | 2       | 2      | 8      | −6     | 60             | 1      |

Einzelergebnisse
| Spiel | Spieler 1     | Ergebnis | Spieler 2        |
| ----- | ------------- | -------- | ---------------- |
| 1     | Chris Wakelin | 30:30    | Mitchell Mann    |
| 2     | Mark Allen    | 03:03    | Daniel Womersley |
| 3     | Mark Allen    | 2:2      | Mitchell Mann    |
| 4     | Chris Wakelin | 2:2      | Daniel Womersley |
| 5     | Mark Allen    | 03:03    | Chris Wakelin    |
| 6     | Mitchell Mann | 2:2      | Daniel Womersley |

Gruppe 6
Die Spiele der sechsten Gruppe fanden am 20. Juli statt. Favorit Michael Holt hatte geschwächelt und zweimal nur Unentschieden gespielt. Sein letztes Spiel gewann er zwar mit 3:0, aber Fergal O’Brien, der erst nach ihm spielte, hatte die Chance, ihn noch überholen, wenn er ebenfalls mit 3:0 gewann. Tatsächlich blieb er gegen den Amateur Mark Lloyd ohne Frameverlust und kam so nur aufgrund des höheren Breaks eine Runde weiter.
| Pos. | Spieler          | Partien | Partien | Partien | Frames | Frames | Frames | Höchstes Break | Punkte |
| Pos. | Spieler          | G       | U       | V       | G      | V      | ±      | Höchstes Break | Punkte |
| ---- | ---------------- | ------- | ------- | ------- | ------ | ------ | ------ | -------------- | ------ |
| 1    | Fergal O’Brien   | 1       | 2       | 0       | 7      | 4      | +3     | 100            | 5      |
| 2    | Michael Holt     | 1       | 2       | 0       | 7      | 4      | +3     | 67             | 5      |
| 3    | Andrew Higginson | 1       | 1       | 1       | 5      | 5      | ±0     | 74             | 4      |
| 4    | Mark Lloyd       | 0       | 1       | 2       | 2      | 8      | −6     | – 1            | 1      |

Einzelergebnisse
| Spiel | Spieler 1        | Ergebnis | Spieler 2        |
| ----- | ---------------- | -------- | ---------------- |
| 1     | Andrew Higginson | 2:2      | Fergal O’Brien   |
| 2     | Michael Holt     | 2:2      | Mark Lloyd       |
| 3     | Michael Holt     | 2:2      | Fergal O’Brien   |
| 4     | Andrew Higginson | 03:03    | Mark Lloyd       |
| 5     | Michael Holt     | 03:03    | Andrew Higginson |
| 6     | Fergal O’Brien   | 03:03    | Mark Lloyd       |

Gruppe 7
Die Spiele der siebten Gruppe fanden am 18. Juli statt. Der Topgesetzte der Gruppe, Ricky Walden, setzte sich souverän mit nur einem Frameverlust durch.
| Pos. | Spieler      | Partien | Partien | Partien | Frames | Frames | Frames | Höchstes Break | Punkte |
| Pos. | Spieler      | G       | U       | V       | G      | V      | ±      | Höchstes Break | Punkte |
| ---- | ------------ | ------- | ------- | ------- | ------ | ------ | ------ | -------------- | ------ |
| 1    | Ricky Walden | 3       | 0       | 0       | 9      | 1      | +8     | 112            | 9      |
| 2    | Allan Taylor | 1       | 1       | 1       | 5      | 6      | −1     | – 1            | 4      |
| 3    | Nigel Bond   | 0       | 2       | 1       | 4      | 7      | −3     | – 1            | 2      |
| 4    | Oliver Brown | 0       | 1       | 2       | 4      | 8      | −4     | – 1            | 1      |

Einzelergebnisse
| Spiel | Spieler 1    | Ergebnis | Spieler 2    |
| ----- | ------------ | -------- | ------------ |
| 1     | Nigel Bond   | 2:2      | Allan Taylor |
| 2     | Ricky Walden | 13:13    | Oliver Brown |
| 3     | Ricky Walden | 03:03    | Allan Taylor |
| 4     | Nigel Bond   | 2:2      | Oliver Brown |
| 5     | Ricky Walden | 03:03    | Nigel Bond   |
| 6     | Allan Taylor | 13:13    | Oliver Brown |

Gruppe 8
Die Spiele der achten Gruppe fanden am 18. Juli statt. Dem Favoriten Mark Williams, in der Weltrangliste auf Platz 11, wurde die hohe 0:3-Niederlage gegen Peter Lines zum Verhängnis. Obwohl auch Lines nicht ungeschlagen blieb, reichte ihm danach das bessere Frameverhältnis zum Weiterkommen.
| Pos. | Spieler       | Partien | Partien | Partien | Frames | Frames | Frames | Höchstes Break | Punkte |
| Pos. | Spieler       | G       | U       | V       | G      | V      | ±      | Höchstes Break | Punkte |
| ---- | ------------- | ------- | ------- | ------- | ------ | ------ | ------ | -------------- | ------ |
| 1    | Peter Lines   | 2       | 0       | 1       | 7      | 4      | +3     | 100            | 6      |
| 2    | Mark Williams | 2       | 0       | 1       | 6      | 4      | +2     | 74             | 6      |
| 3    | Jak Jones     | 1       | 1       | 1       | 6      | 6      | ±0     | 76             | 4      |
| 4    | Hammad Miah   | 0       | 1       | 2       | 3      | 8      | −5     | 66             | 1      |

Einzelergebnisse
| Spiel | Spieler 1     | Ergebnis | Spieler 2   |
| ----- | ------------- | -------- | ----------- |
| 1     | Mark Williams | 13:13    | Hammad Miah |
| 2     | Jak Jones     | 13:13    | Peter Lines |
| 3     | Jak Jones     | 2:2      | Hammad Miah |
| 4     | Mark Williams | 30:30    | Peter Lines |
| 5     | Peter Lines   | 13:13    | Hammad Miah |
| 6     | Mark Williams | 13:13    | Jak Jones   |

Gruppe 9
Die Spiele der neunten Gruppe fanden am 27. Juli statt. Favorit John Higgins hatte nach zwei Zu-Null-Siegen und einer 1:0-Führung im Entscheidungsspiel schon fast den Gruppensieg perfekt, doch mit zwei Centurys und einem Steal holte sich Noppon Saengkham noch das Match und damit den Gruppensieg.
| Pos. | Spieler          | Partien | Partien | Partien | Frames | Frames | Frames | Höchstes Break | Punkte |
| Pos. | Spieler          | G       | U       | V       | G      | V      | ±      | Höchstes Break | Punkte |
| ---- | ---------------- | ------- | ------- | ------- | ------ | ------ | ------ | -------------- | ------ |
| 1    | Noppon Saengkham | 3       | 0       | 0       | 9      | 3      | +6     | 114            | 9      |
| 2    | John Higgins     | 2       | 0       | 1       | 7      | 3      | +4     | 130            | 6      |
| 3    | Soheil Vahedi    | 0       | 1       | 2       | 3      | 8      | −5     | 119            | 1      |
| 4    | Igor Figueiredo  | 0       | 1       | 2       | 3      | 8      | −5     | 80             | 1      |

Einzelergebnisse
| Spiel | Spieler 1        | Ergebnis | Spieler 2        |
| ----- | ---------------- | -------- | ---------------- |
| 1     | John Higgins     | 03:03    | Soheil Vahedi    |
| 2     | Noppon Saengkham | 13:13    | Igor Figueiredo  |
| 3     | Noppon Saengkham | 13:13    | Soheil Vahedi    |
| 4     | John Higgins     | 03:03    | Igor Figueiredo  |
| 5     | Igor Figueiredo  | 2:2      | Soheil Vahedi    |
| 6     | John Higgins     | 31:31    | Noppon Saengkham |

Gruppe 10
Die Spiele der zehnten Gruppe fanden am 22. Juli statt. Aufgrund von Absagen war die Nummer 59 der Rangliste, David Grace, Favorit. Das direkte Duell mit Bai Langning verlor er aber 0:3 und der Chinese, der erst am Ende der letzten Saison seinen Profistatus verloren hatte, holte sich an seiner Stelle den Platz in der Zwischenrunde.
| Pos. | Spieler      | Partien | Partien | Partien | Frames | Frames | Frames | Höchstes Break | Punkte |
| Pos. | Spieler      | G       | U       | V       | G      | V      | ±      | Höchstes Break | Punkte |
| ---- | ------------ | ------- | ------- | ------- | ------ | ------ | ------ | -------------- | ------ |
| 1    | Bai Langning | 2       | 1       | 0       | 8      | 2      | +6     | 80             | 7      |
| 2    | David Grace  | 2       | 0       | 1       | 6      | 4      | +2     | 96             | 6      |
| 3    | Farakh Ajaib | 0       | 2       | 1       | 4      | 7      | −3     | – 1            | 2      |
| 4    | Ben Fortey   | 0       | 1       | 2       | 3      | 8      | −5     | – 1            | 1      |

Einzelergebnisse
| Spiel | Spieler 1    | Ergebnis | Spieler 2    |
| ----- | ------------ | -------- | ------------ |
| 1     | David Grace  | 03:03    | Farakh Ajaib |
| 2     | Ben Fortey   | 30:30    | Bai Langning |
| 3     | Ben Fortey   | 2:2      | Farakh Ajaib |
| 4     | David Grace  | 30:30    | Bai Langning |
| 5     | Ben Fortey   | 31:31    | David Grace  |
| 6     | Farakh Ajaib | 2:2      | Bai Langning |

Gruppe 11
Die Spiele der 11. Gruppe fanden am 5. August statt. Während sich die Favoriten gegenseitig die Punkte wegnahmen, überzeugte der Außenseiter David Lilley und schaffte es als zweiter Amateur in die Zwischenrunde.
| Pos. | Spieler      | Partien | Partien | Partien | Frames | Frames | Frames | Höchstes Break | Punkte |
| Pos. | Spieler      | G       | U       | V       | G      | V      | ±      | Höchstes Break | Punkte |
| ---- | ------------ | ------- | ------- | ------- | ------ | ------ | ------ | -------------- | ------ |
| 1    | David Lilley | 2       | 1       | 0       | 8      | 3      | +5     | 78             | 7      |
| 2    | Zhao Xintong | 1       | 1       | 1       | 6      | 6      | ±0     | 98             | 4      |
| 3    | Joe O’Connor | 1       | 1       | 1       | 5      | 6      | −1     | 116            | 4      |
| 4    | Andy Hicks   | 0       | 1       | 2       | 4      | 8      | −4     | 127            | 1      |

Einzelergebnisse
| Spiel | Spieler 1    | Ergebnis | Spieler 2    |
| ----- | ------------ | -------- | ------------ |
| 1     | Joe O’Connor | 2:2      | Andy Hicks   |
| 2     | Zhao Xintong | 2:2      | David Lilley |
| 3     | Zhao Xintong | 13:13    | Andy Hicks   |
| 4     | Joe O’Connor | 30:30    | David Lilley |
| 5     | Zhao Xintong | 31:31    | Joe O’Connor |
| 6     | Andy Hicks   | 31:31    | David Lilley |

Gruppe 12
Die Spiele der 12. Gruppe fanden am 23. Juli statt. Der Weltranglisten-16. Anthony McGill hatte einen Fehlstart in die Saison, er gewann in drei Spielen nur einen einzigen Frame und wurde Letzter. Weil er auch im letzten Spiel Mark Davis nichts entgegenzusetzen hatte, sicherte sich der Engländer dank des Frameverhältnisses den Gruppensieg.
| Pos. | Spieler        | Partien | Partien | Partien | Frames | Frames | Frames | Höchstes Break | Punkte |
| Pos. | Spieler        | G       | U       | V       | G      | V      | ±      | Höchstes Break | Punkte |
| ---- | -------------- | ------- | ------- | ------- | ------ | ------ | ------ | -------------- | ------ |
| 1    | Mark Davis     | 2       | 1       | 0       | 8      | 2      | +6     | 66             | 7      |
| 2    | Yuan Sijun     | 2       | 1       | 0       | 8      | 3      | +5     | 111            | 7      |
| 3    | Billy Castle   | 1       | 0       | 2       | 4      | 7      | −3     | 51             | 3      |
| 4    | Anthony McGill | 0       | 0       | 3       | 1      | 9      | −8     | 66             | 0      |

Einzelergebnisse
| Spiel | Spieler 1      | Ergebnis | Spieler 2    |
| ----- | -------------- | -------- | ------------ |
| 1     | Anthony McGill | 31:31    | Billy Castle |
| 2     | Mark Davis     | 2:2      | Yuan Sijun   |
| 3     | Mark Davis     | 03:03    | Billy Castle |
| 4     | Anthony McGill | 30:30    | Yuan Sijun   |
| 5     | Yuan Sijun     | 13:13    | Billy Castle |
| 6     | Anthony McGill | 30:30    | Mark Davis   |

Gruppe 13
Die Spiele der 13. Gruppe fanden am 26. Juli statt. Nach dem Rückzug von Zhou Yuelong war die Nummer 72 Oliver Lines Gruppenfavorit. Peter Devlin, in der Rangliste 10 Plätze hinter ihm, erzwang ein Unentschieden und konnte nach Frames und Punkten mithalten, so dass am Ende nur das höhere Break in der Runde Lines das Weiterkommen brachte.
| Pos. | Spieler        | Partien | Partien | Partien | Frames | Frames | Frames | Höchstes Break | Punkte |
| Pos. | Spieler        | G       | U       | V       | G      | V      | ±      | Höchstes Break | Punkte |
| ---- | -------------- | ------- | ------- | ------- | ------ | ------ | ------ | -------------- | ------ |
| 1    | Oliver Lines   | 2       | 1       | 0       | 8      | 2      | +6     | – 1            | 7      |
| 2    | Peter Devlin   | 2       | 1       | 0       | 8      | 2      | +6     | – 1            | 7      |
| 3    | Joshua Thomond | 1       | 0       | 2       | 3      | 6      | −3     | – 1            | 3      |
| 4    | Luke Pinches   | 0       | 0       | 3       | 0      | 9      | −9     | – 1            | 0      |

Einzelergebnisse
| Spiel | Spieler 1      | Ergebnis | Spieler 2    |
| ----- | -------------- | -------- | ------------ |
| 1     | Oliver Lines   | 2:2      | Peter Devlin |
| 2     | Joshua Thomond | 03:03    | Luke Pinches |
| 3     | Joshua Thomond | 30:30    | Peter Devlin |
| 4     | Oliver Lines   | 03:03    | Luke Pinches |
| 5     | Joshua Thomond | 30:30    | Oliver Lines |
| 6     | Peter Devlin   | 03:03    | Luke Pinches |

Gruppe 14
Die Spiele der 14. Gruppe fanden am 26. Juli statt. Weil Favorit Martin Gould schwächelte und zweimal nur Unentschieden spielte, war die Gruppe nach zwei Siegen von Ken Doherty schon entschieden, bevor das abschließende direkte Duell anstand.
| Pos. | Spieler      | Partien | Partien | Partien | Frames | Frames | Frames | Höchstes Break | Punkte |
| Pos. | Spieler      | G       | U       | V       | G      | V      | ±      | Höchstes Break | Punkte |
| ---- | ------------ | ------- | ------- | ------- | ------ | ------ | ------ | -------------- | ------ |
| 1    | Ken Doherty  | 2       | 1       | 0       | 8      | 3      | +5     | – 1            | 7      |
| 2    | Rory McLeod  | 1       | 1       | 1       | 6      | 6      | ±0     | – 1            | 4      |
| 3    | Martin Gould | 0       | 3       | 0       | 6      | 6      | ±0     | – 1            | 3      |
| 4    | Ryan Davies  | 0       | 1       | 2       | 3      | 8      | −5     | – 1            | 1      |

Einzelergebnisse
| Spiel | Spieler 1    | Ergebnis | Spieler 2   |
| ----- | ------------ | -------- | ----------- |
| 1     | Martin Gould | 2:2      | Ryan Davies |
| 2     | Ken Doherty  | 13:13    | Rory McLeod |
| 3     | Ken Doherty  | 03:03    | Ryan Davies |
| 4     | Martin Gould | 2:2      | Rory McLeod |
| 5     | Rory McLeod  | 13:13    | Ryan Davies |
| 6     | Martin Gould | 2:2      | Ken Doherty |

Gruppe 15
Die Spiele der 15. Gruppe fanden am 4. August statt. Matthew Stevens wurde seiner Favoritenrolle gerecht und gewann vor dem auf Platz zwei gesetzten Mark King.
| Pos. | Spieler         | Partien | Partien | Partien | Frames | Frames | Frames | Höchstes Break | Punkte |
| Pos. | Spieler         | G       | U       | V       | G      | V      | ±      | Höchstes Break | Punkte |
| ---- | --------------- | ------- | ------- | ------- | ------ | ------ | ------ | -------------- | ------ |
| 1    | Matthew Stevens | 2       | 0       | 1       | 7      | 5      | +2     | 130            | 6      |
| 2    | Mark King       | 1       | 1       | 1       | 6      | 6      | ±0     | 64             | 4      |
| 3    | Ross Muir       | 1       | 1       | 1       | 6      | 6      | ±0     | 58             | 4      |
| 4    | Andrew Pagett   | 1       | 0       | 2       | 5      | 7      | −2     | 53             | 3      |

Einzelergebnisse
| Spiel | Spieler 1       | Ergebnis | Spieler 2     |
| ----- | --------------- | -------- | ------------- |
| 1     | Mark King       | 13:13    | Andrew Pagett |
| 2     | Matthew Stevens | 13:13    | Ross Muir     |
| 3     | Matthew Stevens | 31:31    | Andrew Pagett |
| 4     | Mark King       | 2:2      | Ross Muir     |
| 5     | Matthew Stevens | 13:13    | Mark King     |
| 6     | Andrew Pagett   | 31:31    | Ross Muir     |

Gruppe 16
Die Spiele der 16. Gruppe fanden am 29. Juli statt. Für den Titelverteidiger Kyren Wilson gab es in Spiel 3 ein Endspiel gegen Sam Craigie, das er gewinnen musste und auch klar mit 3:0 gewann.
| Pos. | Spieler      | Partien | Partien | Partien | Frames | Frames | Frames | Höchstes Break | Punkte |
| Pos. | Spieler      | G       | U       | V       | G      | V      | ±      | Höchstes Break | Punkte |
| ---- | ------------ | ------- | ------- | ------- | ------ | ------ | ------ | -------------- | ------ |
| 1    | Kyren Wilson | 3       | 0       | 0       | 9      | 2      | +7     | 68             | 9      |
| 2    | Sam Craigie  | 2       | 0       | 1       | 6      | 3      | +3     | 90             | 6      |
| 3    | Ben Hancorn  | 0       | 1       | 2       | 3      | 8      | −5     | 64             | 1      |
| 4    | Dylan Emery  | 0       | 1       | 2       | 3      | 8      | −5     | 66             | 1      |

Einzelergebnisse
| Spiel | Spieler 1    | Ergebnis | Spieler 2   |
| ----- | ------------ | -------- | ----------- |
| 1     | Kyren Wilson | 13:13    | Dylan Emery |
| 2     | Sam Craigie  | 03:03    | Ben Hancorn |
| 3     | Sam Craigie  | 03:03    | Dylan Emery |
| 4     | Kyren Wilson | 13:13    | Ben Hancorn |
| 5     | Ben Hancorn  | 2:2      | Dylan Emery |
| 6     | Kyren Wilson | 03:03    | Sam Craigie |

Gruppe 17
Die Spiele der 17. Gruppe fanden am 4. August statt. Der auf Platz eins gesetzte Shaun Murphy wurde vor dem auf den Platz zwei gesetzten Jamie Jones Erster.
| Pos. | Spieler         | Partien | Partien | Partien | Frames | Frames | Frames | Höchstes Break | Punkte |
| Pos. | Spieler         | G       | U       | V       | G      | V      | ±      | Höchstes Break | Punkte |
| ---- | --------------- | ------- | ------- | ------- | ------ | ------ | ------ | -------------- | ------ |
| 1    | Shaun Murphy    | 2       | 1       | 0       | 8      | 3      | +5     | 100            | 7      |
| 2    | Jamie Jones     | 1       | 2       | 0       | 7      | 5      | +2     | 102            | 5      |
| 3    | Michael Collumb | 0       | 2       | 1       | 4      | 7      | −3     | 73             | 2      |
| 4    | Chen Zifan      | 0       | 1       | 2       | 4      | 8      | −4     | 97             | 1      |

Einzelergebnisse
| Spiel | Spieler 1    | Ergebnis | Spieler 2       |
| ----- | ------------ | -------- | --------------- |
| 1     | Shaun Murphy | 03:03    | Michael Collumb |
| 2     | Jamie Jones  | 13:13    | Chen Zifan      |
| 3     | Jamie Jones  | 2:2      | Michael Collumb |
| 4     | Shaun Murphy | 13:13    | Chen Zifan      |
| 5     | Chen Zifan   | 2:2      | Michael Collumb |
| 6     | Shaun Murphy | 2:2      | Jamie Jones     |

Gruppe 18
Die Spiele der 18. Gruppe fanden am 28. Juli statt. Robert Milkins, einziger Spieler aus der oberen Hälfte der Rangliste, schnitt enttäuschend ab. Der einzige Punkt, den er holte, fehlte allerdings am Ende Zhao Jianbo, der deshalb dem hinter ihm platzierten Gerard Greene den Gruppensieg überlassen musste.
| Pos. | Spieler        | Partien | Partien | Partien | Frames | Frames | Frames | Höchstes Break | Punkte |
| Pos. | Spieler        | G       | U       | V       | G      | V      | ±      | Höchstes Break | Punkte |
| ---- | -------------- | ------- | ------- | ------- | ------ | ------ | ------ | -------------- | ------ |
| 1    | Gerard Greene  | 2       | 1       | 0       | 8      | 3      | +5     | 61             | 7      |
| 2    | Zhao Jianbo    | 1       | 2       | 0       | 7      | 4      | +3     | 93             | 5      |
| 3    | Haydon Pinhey  | 1       | 0       | 2       | 4      | 7      | −3     | 75             | 3      |
| 4    | Robert Milkins | 0       | 1       | 2       | 3      | 8      | −5     | 111            | 1      |

Einzelergebnisse
| Spiel | Spieler 1      | Ergebnis | Spieler 2     |
| ----- | -------------- | -------- | ------------- |
| 1     | Zhao Jianbo    | 2:2      | Gerard Greene |
| 2     | Robert Milkins | 31:31    | Haydon Pinhey |
| 3     | Robert Milkins | 30:30    | Gerard Greene |
| 4     | Zhao Jianbo    | 03:03    | Haydon Pinhey |
| 5     | Robert Milkins | 2:2      | Zhao Jianbo   |
| 6     | Gerard Greene  | 13:13    | Haydon Pinhey |

Gruppe 19
Die Spiele der 19. Gruppe fanden am 19. Juli statt. Weil sich die Gruppengegner die Punkte teilten, stand Ali Carter bereits nach zwei Siegen als Gruppenerster fest und konnte sich zum Abschluss mit einem Unentschieden begnügen.
| Pos. | Spieler          | Partien | Partien | Partien | Frames | Frames | Frames | Höchstes Break | Punkte |
| Pos. | Spieler          | G       | U       | V       | G      | V      | ±      | Höchstes Break | Punkte |
| ---- | ---------------- | ------- | ------- | ------- | ------ | ------ | ------ | -------------- | ------ |
| 1    | Ali Carter       | 2       | 1       | 0       | 8      | 3      | +5     | 79             | 7      |
| 2    | Michael Georgiou | 1       | 1       | 1       | 6      | 6      | ±0     | 94             | 4      |
| 3    | Dominic Dale     | 0       | 3       | 0       | 6      | 6      | ±0     | 54             | 3      |
| 4    | Sydney Wilson    | 0       | 1       | 2       | 3      | 8      | −5     | 102            | 1      |

Einzelergebnisse
| Spiel | Spieler 1     | Ergebnis | Spieler 2        |
| ----- | ------------- | -------- | ---------------- |
| 1     | Ali Carter    | 13:13    | Michael Georgiou |
| 2     | Dominic Dale  | 2:2      | Sydney Wilson    |
| 3     | Dominic Dale  | 2:2      | Michael Georgiou |
| 4     | Ali Carter    | 03:03    | Sydney Wilson    |
| 5     | Sydney Wilson | 31:31    | Michael Georgiou |
| 6     | Ali Carter    | 2:2      | Dominic Dale     |

Gruppe 20
Die Spiele der 20. Gruppe fanden am 29. Juli statt. Favorit Graeme Dott genügte nach zwei Siegen ein Unentschieden im letzten Spiel für den Gruppensieg.
| Pos. | Spieler         | Partien | Partien | Partien | Frames | Frames | Frames | Höchstes Break | Punkte |
| Pos. | Spieler         | G       | U       | V       | G      | V      | ±      | Höchstes Break | Punkte |
| ---- | --------------- | ------- | ------- | ------- | ------ | ------ | ------ | -------------- | ------ |
| 1    | Graeme Dott     | 2       | 1       | 0       | 8      | 4      | +4     | 88             | 7      |
| 2    | Si Jiahui       | 1       | 1       | 1       | 6      | 5      | +1     | 58             | 4      |
| 3    | Robbie Williams | 1       | 1       | 1       | 5      | 5      | ±0     | – 1            | 4      |
| 4    | Iulian Boiko    | 0       | 1       | 2       | 3      | 8      | −5     | 65             | 1      |

Einzelergebnisse
| Spiel | Spieler 1       | Ergebnis | Spieler 2       |
| ----- | --------------- | -------- | --------------- |
| 1     | Robbie Williams | 03:03    | Iulian Boiko    |
| 2     | Graeme Dott     | 13:13    | Si Jiahui       |
| 3     | Graeme Dott     | 13:13    | Iulian Boiko    |
| 4     | Robbie Williams | 30:30    | Si Jiahui       |
| 5     | Graeme Dott     | 2:2      | Robbie Williams |
| 6     | Iulian Boiko    | 2:2      | Si Jiahui       |

Gruppe 21
Die Spiele der 21. Gruppe fanden am 30. Juli statt. Stuart Bingham setzte sich zwar durch, aber nur, weil er gegenüber Michael White ein höheres Topbreak hatte. Elliot Slessor war ursprünglich auf Platz 2 gesetzt, verlor aber alle Spiele und landete auf dem letzten Platz. Gao Yang spielte im Rahmen seiner Möglichkeiten und belegte den dritten Platz.
| Pos. | Spieler        | Partien | Partien | Partien | Frames | Frames | Frames | Höchstes Break | Punkte |
| Pos. | Spieler        | G       | U       | V       | G      | V      | ±      | Höchstes Break | Punkte |
| ---- | -------------- | ------- | ------- | ------- | ------ | ------ | ------ | -------------- | ------ |
| 1    | Stuart Bingham | 2       | 1       | 0       | 8      | 3      | +5     | 134            | 7      |
| 2    | Michael White  | 2       | 1       | 0       | 8      | 4      | +4     | 112            | 7      |
| 3    | Gao Yang       | 1       | 0       | 2       | 4      | 6      | −2     | 65             | 3      |
| 4    | Elliot Slessor | 0       | 0       | 3       | 2      | 9      | −7     | 50             | 0      |

Einzelergebnisse
| Spiel | Spieler 1      | Ergebnis | Spieler 2      |
| ----- | -------------- | -------- | -------------- |
| 1     | Stuart Bingham | 2:2      | Michael White  |
| 2     | Elliot Slessor | 30:30    | Gao Yang       |
| 3     | Elliot Slessor | 31:31    | Michael White  |
| 4     | Stuart Bingham | 03:03    | Gao Yang       |
| 5     | Gao Yang       | 31:31    | Michael White  |
| 6     | Stuart Bingham | 13:13    | Elliot Slessor |

Gruppe 22
Die Spiele der 22. Gruppe fanden am 30. Juli statt. Ryan Day setzte sich erwartungsgemäß durch, blieb aber nicht völlig makellos, da er ein Spiel unentschieden spielte. Hossein Vafaei, ursprünglich auf Platz zwei gesetzt, gewann kein Spiel und landete auf Platz vier. Jackson Page und Barry Pinches spielten ihrem Setzplatz entsprechend und landeten auf den Plätzen zwei und drei.
| Pos. | Spieler        | Partien | Partien | Partien | Frames | Frames | Frames | Höchstes Break | Punkte |
| Pos. | Spieler        | G       | U       | V       | G      | V      | ±      | Höchstes Break | Punkte |
| ---- | -------------- | ------- | ------- | ------- | ------ | ------ | ------ | -------------- | ------ |
| 1    | Ryan Day       | 2       | 1       | 0       | 8      | 3      | +5     | 136            | 7      |
| 2    | Jackson Page   | 1       | 1       | 1       | 5      | 6      | −1     | 95             | 4      |
| 3    | Barry Pinches  | 0       | 2       | 1       | 5      | 7      | −2     | 122            | 2      |
| 4    | Hossein Vafaei | 0       | 2       | 1       | 5      | 7      | −2     | 82             | 2      |

Einzelergebnisse
| Spiel | Spieler 1      | Ergebnis | Spieler 2      |
| ----- | -------------- | -------- | -------------- |
| 1     | Hossein Vafaei | 31:31    | Jackson Page   |
| 2     | Ryan Day       | 13:13    | Barry Pinches  |
| 3     | Ryan Day       | 13:13    | Jackson Page   |
| 4     | Hossein Vafaei | 2:2      | Barry Pinches  |
| 5     | Ryan Day       | 2:2      | Hossein Vafaei |
| 6     | Jackson Page   | 2:2      | Barry Pinches  |

Gruppe 23
Die Spiele der 23. Gruppe fanden am 19. Juli statt. Souverän und als erster Spieler ohne Frameverlust qualifizierte sich Alexander Ursenbacher für Runde 2. Der eigentliche Favorit Scott Donaldson, in der Weltrangliste 11 Plätze vor dem Schweizer notiert, enttäuschte und blieb punktlos.
| Pos. | Spieler               | Partien | Partien | Partien | Frames | Frames | Frames | Höchstes Break | Punkte |
| Pos. | Spieler               | G       | U       | V       | G      | V      | ±      | Höchstes Break | Punkte |
| ---- | --------------------- | ------- | ------- | ------- | ------ | ------ | ------ | -------------- | ------ |
| 1    | Alexander Ursenbacher | 3       | 0       | 0       | 9      | 0      | +9     | 79             | 9      |
| 2    | Leo Fernandez         | 2       | 0       | 1       | 6      | 4      | +2     | 59             | 6      |
| 3    | Aaron Hill            | 1       | 0       | 2       | 3      | 7      | −4     | 61             | 3      |
| 4    | Scott Donaldson       | 0       | 0       | 3       | 2      | 9      | −7     | 59             | 0      |

Einzelergebnisse
| Spiel | Spieler 1             | Ergebnis | Spieler 2             |
| ----- | --------------------- | -------- | --------------------- |
| 1     | Alexander Ursenbacher | 03:03    | Aaron Hill            |
| 2     | Scott Donaldson       | 31:31    | Leo Fernandez         |
| 3     | Scott Donaldson       | 31:31    | Aaron Hill            |
| 4     | Alexander Ursenbacher | 03:03    | Leo Fernandez         |
| 5     | Scott Donaldson       | 30:30    | Alexander Ursenbacher |
| 6     | Aaron Hill            | 30:30    | Leo Fernandez         |

Gruppe 24
Die Spiele der 24. Gruppe fanden am 2. August statt. Der auf Platz eins gesetzte Stephen Maguire enttäuschte und spielte unter seinen Möglichkeiten. Er gewann kein Spiel und landete als Konsequenz auf Platz vier. Ashley Hugill spielte überraschend gut und wurde mit Platz eins belohnt.
| Pos. | Spieler         | Partien | Partien | Partien | Frames | Frames | Frames | Höchstes Break | Punkte |
| Pos. | Spieler         | G       | U       | V       | G      | V      | ±      | Höchstes Break | Punkte |
| ---- | --------------- | ------- | ------- | ------- | ------ | ------ | ------ | -------------- | ------ |
| 1    | Ashley Hugill   | 2       | 1       | 0       | 8      | 3      | +5     | 82             | 7      |
| 2    | Sunny Akani     | 1       | 2       | 0       | 7      | 4      | +3     | 65             | 5      |
| 3    | John Astley     | 0       | 2       | 1       | 4      | 7      | −3     | 56             | 2      |
| 4    | Stephen Maguire | 0       | 1       | 2       | 3      | 8      | −5     | 54             | 1      |

Einzelergebnisse
| Spiel | Spieler 1       | Ergebnis | Spieler 2     |
| ----- | --------------- | -------- | ------------- |
| 1     | Sunny Akani     | 2:2      | Ashley Hugill |
| 2     | Stephen Maguire | 2:2      | John Astley   |
| 3     | Stephen Maguire | 31:31    | Ashley Hugill |
| 4     | Sunny Akani     | 2:2      | John Astley   |
| 5     | Stephen Maguire | 30:30    | Sunny Akani   |
| 6     | Ashley Hugill   | 03:03    | John Astley   |

Gruppe 25
Die Spiele der 25. Gruppe fanden am 3. August statt. Yan Bingtao wurde seiner Favoritenrolle gerecht und gewann dabei als einer der wenigen Gruppensieger alle drei Matches.
| Pos. | Spieler         | Partien | Partien | Partien | Frames | Frames | Frames | Höchstes Break | Punkte |
| Pos. | Spieler         | G       | U       | V       | G      | V      | ±      | Höchstes Break | Punkte |
| ---- | --------------- | ------- | ------- | ------- | ------ | ------ | ------ | -------------- | ------ |
| 1    | Yan Bingtao     | 3       | 0       | 0       | 9      | 2      | +7     | 130            | 9      |
| 2    | Louis Heathcote | 1       | 1       | 1       | 6      | 5      | +1     | 115            | 4      |
| 3    | Jamie Clarke    | 1       | 1       | 1       | 6      | 5      | +1     | 79             | 4      |
| 4    | Robbie McGuigan | 0       | 0       | 3       | 0      | 9      | −9     | – 1            | 0      |

Einzelergebnisse
| Spiel | Spieler 1       | Ergebnis | Spieler 2       |
| ----- | --------------- | -------- | --------------- |
| 1     | Yan Bingtao     | 03:03    | Robbie McGuigan |
| 2     | Jamie Clarke    | 2:2      | Louis Heathcote |
| 3     | Jamie Clarke    | 03:03    | Robbie McGuigan |
| 4     | Yan Bingtao     | 13:13    | Louis Heathcote |
| 5     | Louis Heathcote | 03:03    | Robbie McGuigan |
| 6     | Yan Bingtao     | 13:13    | Jamie Clarke    |

Gruppe 26
Die Spiele der 26. Gruppe fanden am 27. Juli statt. Favorit Gary Wilson blieb ohne Sieg und auch Steven Hallworth ließ aus. Cao Yupeng, der nach einer Sperre erst in dieser Saison wieder zurückgekehrt war, gewann alle drei Spiele und holte sich souverän den Gruppensieg.
| Pos. | Spieler          | Partien | Partien | Partien | Frames | Frames | Frames | Höchstes Break | Punkte |
| Pos. | Spieler          | G       | U       | V       | G      | V      | ±      | Höchstes Break | Punkte |
| ---- | ---------------- | ------- | ------- | ------- | ------ | ------ | ------ | -------------- | ------ |
| 1    | Cao Yupeng       | 3       | 0       | 0       | 9      | 1      | +8     | 87             | 9      |
| 2    | Steven Hallworth | 1       | 1       | 1       | 5      | 6      | −1     | 66             | 4      |
| 3    | Gary Wilson      | 0       | 2       | 1       | 4      | 7      | −3     | 117            | 2      |
| 4    | James Cahill     | 0       | 1       | 2       | 4      | 8      | −4     | 93             | 1      |

Einzelergebnisse
| Spiel | Spieler 1        | Ergebnis | Spieler 2        |
| ----- | ---------------- | -------- | ---------------- |
| 1     | Steven Hallworth | 30:30    | Cao Yupeng       |
| 2     | Gary Wilson      | 2:2      | James Cahill     |
| 3     | Gary Wilson      | 30:30    | Cao Yupeng       |
| 4     | Steven Hallworth | 13:13    | James Cahill     |
| 5     | Gary Wilson      | 2:2      | Steven Hallworth |
| 6     | Cao Yupeng       | 13:13    | James Cahill     |

Gruppe 27
Die Spiele der 27. Gruppe fanden am 3. August statt. In einer der engsten Gruppen genügte dem favorisierten Matthew Selt ein Sieg gegen den Hauptkonkurrenten Ashley Carty, weil er als einziger Spieler ungeschlagen blieb. Der Deutsche Lukas Kleckers konnte das Handicap der knappen Auftaktniederlage nicht mehr wettmachen und wurde Dritter.
| Pos. | Spieler        | Partien | Partien | Partien | Frames | Frames | Frames | Höchstes Break | Punkte |
| Pos. | Spieler        | G       | U       | V       | G      | V      | ±      | Höchstes Break | Punkte |
| ---- | -------------- | ------- | ------- | ------- | ------ | ------ | ------ | -------------- | ------ |
| 1    | Matthew Selt   | 1       | 2       | 0       | 7      | 5      | +2     | 63             | 5      |
| 2    | Ashley Carty   | 1       | 1       | 1       | 6      | 6      | ±0     | 53             | 4      |
| 3    | Lukas Kleckers | 1       | 1       | 1       | 6      | 6      | ±0     | 91             | 4      |
| 4    | Fraser Patrick | 0       | 2       | 1       | 5      | 7      | −2     | 76             | 2      |

Einzelergebnisse
| Spiel | Spieler 1      | Ergebnis | Spieler 2      |
| ----- | -------------- | -------- | -------------- |
| 1     | Ashley Carty   | 13:13    | Lukas Kleckers |
| 2     | Matthew Selt   | 2:2      | Fraser Patrick |
| 3     | Matthew Selt   | 2:2      | Lukas Kleckers |
| 4     | Ashley Carty   | 2:2      | Fraser Patrick |
| 5     | Matthew Selt   | 13:13    | Ashley Carty   |
| 6     | Lukas Kleckers | 13:13    | Fraser Patrick |

Gruppe 28
Die Spiele der 28. Gruppe fanden am 21. Juli statt. Weil Ben Woollaston in seiner zweiten Partie nur unentschieden gespielt hatte, hätte er das Entscheidungsspiel gewinnen müssen. Doch Barry Hawkins erreichte ein Unentschieden und wurde damit seiner Favoritenrolle gerecht.
| Pos. | Spieler        | Partien | Partien | Partien | Frames | Frames | Frames | Höchstes Break | Punkte |
| Pos. | Spieler        | G       | U       | V       | G      | V      | ±      | Höchstes Break | Punkte |
| ---- | -------------- | ------- | ------- | ------- | ------ | ------ | ------ | -------------- | ------ |
| 1    | Barry Hawkins  | 2       | 1       | 0       | 8      | 2      | +6     | 107            | 7      |
| 2    | Ben Woollaston | 1       | 2       | 0       | 7      | 4      | +3     | 73             | 5      |
| 3    | Zak Surety     | 0       | 2       | 1       | 4      | 7      | −3     | 76             | 2      |
| 4    | Kuldesh Johal  | 0       | 1       | 2       | 2      | 8      | −6     | – 1            | 1      |

Einzelergebnisse
| Spiel | Spieler 1      | Ergebnis | Spieler 2      |
| ----- | -------------- | -------- | -------------- |
| 1     | Barry Hawkins  | 03:03    | Kuldesh Johal  |
| 2     | Ben Woollaston | 2:2      | Zak Surety     |
| 3     | Ben Woollaston | 03:03    | Kuldesh Johal  |
| 4     | Barry Hawkins  | 03:03    | Zak Surety     |
| 5     | Zak Surety     | 2:2      | Kuldesh Johal  |
| 6     | Barry Hawkins  | 2:2      | Ben Woollaston |

Gruppe 29
Die Spiele der 29. Gruppe fanden am 28. Juli statt. Mit Craig Steadman gewann der große Außenseiter. Ausschlag gebend waren viele Unentschieden und am ein verlorener Frame zu viel vom Favoriten Thepchaiya Un-Nooh.
| Pos. | Spieler            | Partien | Partien | Partien | Frames | Frames | Frames | Höchstes Break | Punkte |
| Pos. | Spieler            | G       | U       | V       | G      | V      | ±      | Höchstes Break | Punkte |
| ---- | ------------------ | ------- | ------- | ------- | ------ | ------ | ------ | -------------- | ------ |
| 1    | Craig Steadman     | 1       | 2       | 0       | 7      | 4      | +3     | 85             | 5      |
| 2    | Thepchaiya Un-Nooh | 1       | 2       | 0       | 7      | 5      | +2     | 111            | 5      |
| 3    | Zhang Jiankang     | 1       | 1       | 1       | 6      | 6      | ±0     | 92             | 4      |
| 4    | Martin O’Donnell   | 0       | 1       | 2       | 3      | 8      | −5     | 130            | 1      |

Einzelergebnisse
| Spiel | Spieler 1          | Ergebnis | Spieler 2        |
| ----- | ------------------ | -------- | ---------------- |
| 1     | Thepchaiya Un-Nooh | 13:13    | Zhang Jiankang   |
| 2     | Martin O’Donnell   | 30:30    | Craig Steadman   |
| 3     | Martin O’Donnell   | 31:31    | Zhang Jiankang   |
| 4     | Thepchaiya Un-Nooh | 2:2      | Craig Steadman   |
| 5     | Craig Steadman     | 2:2      | Zhang Jiankang   |
| 6     | Thepchaiya Un-Nooh | 2:2      | Martin O’Donnell |

Gruppe 30
Die Spiele der 30. Gruppe fanden am 5. August statt. Im entscheidenden dritten Spiel konnte Herausforderer Liam Highfield keine seiner Chancen nutzen und so zog David Gilbert mit 3 Siegen und nur einem Frameverlust erwartungsgemäß in die zweite Runde ein.
| Pos. | Spieler        | Partien | Partien | Partien | Frames | Frames | Frames | Höchstes Break | Punkte |
| Pos. | Spieler        | G       | U       | V       | G      | V      | ±      | Höchstes Break | Punkte |
| ---- | -------------- | ------- | ------- | ------- | ------ | ------ | ------ | -------------- | ------ |
| 1    | David Gilbert  | 3       | 0       | 0       | 9      | 1      | +8     | 67             | 9      |
| 2    | Liam Highfield | 2       | 0       | 1       | 6      | 4      | +2     | 88             | 6      |
| 3    | Sanderson Lam  | 0       | 1       | 2       | 4      | 8      | −4     | 69             | 1      |
| 4    | Jamie Wilson   | 0       | 1       | 2       | 2      | 8      | −6     | 63             | 1      |

Einzelergebnisse
| Spiel | Spieler 1      | Ergebnis | Spieler 2      |
| ----- | -------------- | -------- | -------------- |
| 1     | David Gilbert  | 13:13    | Sanderson Lam  |
| 2     | Liam Highfield | 03:03    | Jamie Wilson   |
| 3     | Liam Highfield | 13:13    | Sanderson Lam  |
| 4     | David Gilbert  | 03:03    | Jamie Wilson   |
| 5     | Jamie Wilson   | 2:2      | Sanderson Lam  |
| 6     | David Gilbert  | 03:03    | Liam Highfield |

Gruppe 31
Die Spiele der 31. Gruppe fanden am 23. Juli statt. Favorit Luca Brecel musste sich beiden chinesischen Spielern in seiner Gruppe geschlagen geben. Am Ende profitierte Chang Bingyu und setzte sich mit zwei Siegen und einem Unentschieden durch.
| Pos. | Spieler      | Partien | Partien | Partien | Frames | Frames | Frames | Höchstes Break | Punkte |
| Pos. | Spieler      | G       | U       | V       | G      | V      | ±      | Höchstes Break | Punkte |
| ---- | ------------ | ------- | ------- | ------- | ------ | ------ | ------ | -------------- | ------ |
| 1    | Chang Bingyu | 2       | 1       | 0       | 8      | 3      | +5     | 127            | 7      |
| 2    | Pang Junxu   | 1       | 2       | 0       | 7      | 4      | +3     | 90             | 5      |
| 3    | Luca Brecel  | 1       | 0       | 2       | 4      | 7      | −3     | 53             | 3      |
| 4    | Dean Young   | 0       | 1       | 2       | 3      | 8      | −5     | 100            | 1      |

Einzelergebnisse
| Spiel | Spieler 1    | Ergebnis | Spieler 2    |
| ----- | ------------ | -------- | ------------ |
| 1     | Pang Junxu   | 2:2      | Chang Bingyu |
| 2     | Luca Brecel  | 13:13    | Dean Young   |
| 3     | Luca Brecel  | 31:31    | Chang Bingyu |
| 4     | Pang Junxu   | 2:2      | Dean Young   |
| 5     | Luca Brecel  | 30:30    | Pang Junxu   |
| 6     | Chang Bingyu | 03:03    | Dean Young   |

Gruppe 32
Die Spiele der 32. Gruppe fanden am 20. Juli statt. Weil Herausforderer Mark Joyce bereits vorher geschwächelt hatte, genügte dem Weltranglistendritten Ronnie O’Sullivan im direkten Aufeinandertreffen ein Unentschieden zum Gruppensieg.
| Pos. | Spieler           | Partien | Partien | Partien | Frames | Frames | Frames | Höchstes Break | Punkte |
| Pos. | Spieler           | G       | U       | V       | G      | V      | ±      | Höchstes Break | Punkte |
| ---- | ----------------- | ------- | ------- | ------- | ------ | ------ | ------ | -------------- | ------ |
| 1    | Ronnie O’Sullivan | 2       | 1       | 0       | 8      | 3      | +5     | 88             | 7      |
| 2    | Mark Joyce        | 1       | 2       | 0       | 7      | 5      | +2     | 95             | 5      |
| 3    | Ian Burns         | 1       | 1       | 1       | 6      | 5      | +1     | 70             | 4      |
| 4    | Saqib Nasir       | 0       | 0       | 3       | 1      | 9      | −8     | – 1            | 0      |

Einzelergebnisse
| Spiel | Spieler 1         | Ergebnis | Spieler 2   |
| ----- | ----------------- | -------- | ----------- |
| 1     | Ronnie O’Sullivan | 13:13    | Ian Burns   |
| 2     | Mark Joyce        | 13:13    | Saqib Nasir |
| 3     | Mark Joyce        | 2:2      | Ian Burns   |
| 4     | Ronnie O’Sullivan | 03:03    | Saqib Nasir |
| 5     | Saqib Nasir       | 30:30    | Ian Burns   |
| 6     | Ronnie O’Sullivan | 2:2      | Mark Joyce  |

### Zwischenrunde
Die 32 Gruppensieger der Auftaktrunde wurden in 8 Gruppen aufgeteilt. Im Modus Jeder gegen jeden wurden 8 Gruppensieger ermittelt, die dann in die Endrunde einzogen. Die Spiele fanden vom 9. bis 12. August statt, an jedem Tag wurden 2 Gruppen entschieden.
Alle Gruppenspiele wurden im Modus Best of 4 ausgetragen.
Gruppe A
Die Spiele der Gruppe A fanden am 12. August statt. Der Weltranglistenerste Judd Trump spielte zum Auftakt nur unentschieden, Tom Ford verlor sogar. Trotzdem war ihr abschließendes Duell entscheidend und überraschend holte sich Ford dank dreier hoher Breaks mit 3:0 den Gruppensieg.
| Pos. | Spieler           | Partien | Partien | Partien | Frames | Frames | Frames | Höchstes Break | Punkte |
| Pos. | Spieler           | G       | U       | V       | G      | V      | ±      | Höchstes Break | Punkte |
| ---- | ----------------- | ------- | ------- | ------- | ------ | ------ | ------ | -------------- | ------ |
| 1    | Tom Ford          | 2       | 0       | 1       | 6      | 3      | +3     | 124            | 6      |
| 2    | Judd Trump        | 1       | 1       | 1       | 5      | 5      | ±0     | 128            | 4      |
| 3    | Jimmy Robertson   | 1       | 1       | 1       | 5      | 6      | −1     | 63             | 4      |
| 4    | Stuart Carrington | 1       | 0       | 2       | 4      | 6      | −2     | 125            | 3      |

Einzelergebnisse
| Spiel | Spieler 1         | Ergebnis | Spieler 2         |
| ----- | ----------------- | -------- | ----------------- |
| 1     | Judd Trump        | 2:2      | Jimmy Robertson   |
| 2     | Tom Ford          | 30:30    | Stuart Carrington |
| 3     | Tom Ford          | 03:03    | Jimmy Robertson   |
| 4     | Judd Trump        | 03:03    | Stuart Carrington |
| 5     | Stuart Carrington | 31:31    | Jimmy Robertson   |
| 6     | Judd Trump        | 30:30    | Tom Ford          |

Gruppe B
Die Spiele der Gruppe B fanden am 12. August statt. Als einer von drei Gruppensiegern der Zwischenrunde setzte sich Mark Allen souverän ohne Punktverlust durch.
| Pos. | Spieler        | Partien | Partien | Partien | Frames | Frames | Frames | Höchstes Break | Punkte |
| Pos. | Spieler        | G       | U       | V       | G      | V      | ±      | Höchstes Break | Punkte |
| ---- | -------------- | ------- | ------- | ------- | ------ | ------ | ------ | -------------- | ------ |
| 1    | Mark Allen     | 3       | 0       | 0       | 9      | 1      | +8     | 115            | 9      |
| 2    | Ricky Walden   | 2       | 0       | 1       | 6      | 4      | +2     | 125            | 6      |
| 3    | Peter Lines    | 0       | 1       | 2       | 4      | 8      | −4     | 125            | 1      |
| 4    | Fergal O’Brien | 0       | 1       | 2       | 2      | 8      | −6     | 68             | 1      |

Einzelergebnisse
| Spiel | Spieler 1    | Ergebnis | Spieler 2      |
| ----- | ------------ | -------- | -------------- |
| 1     | Ricky Walden | 13:13    | Peter Lines    |
| 2     | Mark Allen   | 03:03    | Fergal O’Brien |
| 3     | Mark Allen   | 13:13    | Peter Lines    |
| 4     | Ricky Walden | 03:03    | Fergal O’Brien |
| 5     | Mark Allen   | 03:03    | Ricky Walden   |
| 6     | Peter Lines  | 2:2      | Fergal O’Brien |

Gruppe C
Die Spiele der Gruppe C fanden am 11. August statt. Da die Favoriten schwächelten, genügte ausgerechnet Bai Langning, der gerade erst seinen Profistatus verloren hatte, ein einziger Sieg zum Erreichen der Endrundengruppe.
| Pos. | Spieler          | Partien | Partien | Partien | Frames | Frames | Frames | Höchstes Break | Punkte |
| Pos. | Spieler          | G       | U       | V       | G      | V      | ±      | Höchstes Break | Punkte |
| ---- | ---------------- | ------- | ------- | ------- | ------ | ------ | ------ | -------------- | ------ |
| 1    | Bai Langning     | 1       | 2       | 0       | 7      | 4      | +3     | 92             | 5      |
| 2    | David Lilley     | 1       | 1       | 1       | 6      | 6      | ±0     | 90             | 4      |
| 3    | Noppon Saengkham | 1       | 1       | 1       | 5      | 6      | −1     | – 1            | 4      |
| 4    | Mark Davis       | 1       | 0       | 2       | 4      | 6      | −2     | 113            | 3      |

Einzelergebnisse
| Spiel | Spieler 1        | Ergebnis | Spieler 2    |
| ----- | ---------------- | -------- | ------------ |
| 1     | Mark Davis       | 31:31    | David Lilley |
| 2     | Noppon Saengkham | 2:2      | Bai Langning |
| 3     | Noppon Saengkham | 13:13    | David Lilley |
| 4     | Mark Davis       | 30:30    | Bai Langning |
| 5     | Noppon Saengkham | 30:30    | Mark Davis   |
| 6     | David Lilley     | 2:2      | Bai Langning |

Gruppe D
Die Spiele der Gruppe D fanden am 11. August statt. Kyren Wilson verlor sein letztes Spiel 0:3, aber weil Ken Doherty, der ihn als Einziger noch hätte abfangen können, ebenfalls mit 0:3 verlor, schaffte es die Nummer 4 der Turniersetzliste doch noch in die Endrunde.
| Pos. | Spieler         | Partien | Partien | Partien | Frames | Frames | Frames | Höchstes Break | Punkte |
| Pos. | Spieler         | G       | U       | V       | G      | V      | ±      | Höchstes Break | Punkte |
| ---- | --------------- | ------- | ------- | ------- | ------ | ------ | ------ | -------------- | ------ |
| 1    | Kyren Wilson    | 2       | 0       | 1       | 6      | 5      | +1     | 92             | 6      |
| 2    | Oliver Lines    | 1       | 1       | 1       | 6      | 5      | +1     | 80             | 4      |
| 3    | Matthew Stevens | 1       | 1       | 1       | 5      | 5      | ±0     | 111            | 4      |
| 4    | Ken Doherty     | 1       | 0       | 2       | 4      | 6      | −2     | 95             | 3      |

Einzelergebnisse
| Spiel | Spieler 1       | Ergebnis | Spieler 2       |
| ----- | --------------- | -------- | --------------- |
| 1     | Kyren Wilson    | 13:13    | Ken Doherty     |
| 2     | Matthew Stevens | 2:2      | Oliver Lines    |
| 3     | Matthew Stevens | 30:30    | Ken Doherty     |
| 4     | Kyren Wilson    | 13:13    | Oliver Lines    |
| 5     | Oliver Lines    | 03:03    | Ken Doherty     |
| 6     | Kyren Wilson    | 30:30    | Matthew Stevens |

Gruppe E
Die Spiele der Gruppe E fanden am 10. August statt. Ali Carter gewann alle drei Partien mit 3:1, auch gegen die Nummer 3 des Turniers Shaun Murphy, und sicherte sich den Endrundenplatz.
| Pos. | Spieler       | Partien | Partien | Partien | Frames | Frames | Frames | Höchstes Break | Punkte |
| Pos. | Spieler       | G       | U       | V       | G      | V      | ±      | Höchstes Break | Punkte |
| ---- | ------------- | ------- | ------- | ------- | ------ | ------ | ------ | -------------- | ------ |
| 1    | Ali Carter    | 3       | 0       | 0       | 9      | 3      | +6     | 97             | 9      |
| 2    | Shaun Murphy  | 2       | 0       | 1       | 7      | 4      | +3     | 91             | 6      |
| 3    | Graeme Dott   | 1       | 0       | 2       | 4      | 7      | −3     | 106            | 3      |
| 4    | Gerard Greene | 0       | 0       | 3       | 3      | 9      | −6     | – 1            | 0      |

Einzelergebnisse
| Spiel | Spieler 1    | Ergebnis | Spieler 2     |
| ----- | ------------ | -------- | ------------- |
| 1     | Shaun Murphy | 13:13    | Gerard Greene |
| 2     | Graeme Dott  | 31:31    | Ali Carter    |
| 3     | Graeme Dott  | 13:13    | Gerard Greene |
| 4     | Shaun Murphy | 31:31    | Ali Carter    |
| 5     | Ali Carter   | 13:13    | Gerard Greene |
| 6     | Shaun Murphy | 03:03    | Graeme Dott   |

Gruppe F
Die Spiele der Gruppe F fanden am 10. August statt. Alexander Ursenbacher konnte nicht an seinen Durchmarsch in Runde 1 anknüpfen, er war aber der Einzige, der dem Gruppensieger Ryan Day Punkte abnehmen konnte. Der eigentliche Favorit Stuart Bingham hatte gegen ihn mit 0:3 das Nachsehen.
| Pos. | Spieler               | Partien | Partien | Partien | Frames | Frames | Frames | Höchstes Break | Punkte |
| Pos. | Spieler               | G       | U       | V       | G      | V      | ±      | Höchstes Break | Punkte |
| ---- | --------------------- | ------- | ------- | ------- | ------ | ------ | ------ | -------------- | ------ |
| 1    | Ryan Day              | 2       | 1       | 0       | 8      | 3      | +5     | 74             | 7      |
| 2    | Stuart Bingham        | 2       | 0       | 1       | 6      | 4      | +2     | 67             | 6      |
| 3    | Alexander Ursenbacher | 0       | 2       | 1       | 4      | 7      | −3     | 95             | 2      |
| 4    | Ashley Hugill         | 0       | 1       | 2       | 2      | 6      | −4     | 86             | 1      |

Einzelergebnisse
| Spiel | Spieler 1             | Ergebnis | Spieler 2             |
| ----- | --------------------- | -------- | --------------------- |
| 1     | Ryan Day              | 2:2      | Alexander Ursenbacher |
| 2     | Stuart Bingham        | 13:13    | Ashley Hugill         |
| 3     | Stuart Bingham        | 03:03    | Alexander Ursenbacher |
| 4     | Ryan Day              | 13:13    | Ashley Hugill         |
| 5     | Stuart Bingham        | 30:30    | Ryan Day              |
| 6     | Alexander Ursenbacher | 2:2      | Ashley Hugill         |

Gruppe G
Die Spiele der Gruppe G fanden am 9. August statt. Schon zum Auftakt trotzte der Außenseiter Cao Yupeng seinem Landsmann Yan Bingtao ein Unentschieden ab. Als der Gruppenfavorit auch im zweiten Spiel Punkte ließ, griff Tourrückkehrer Cao zu und zog mit zwei Siegen in den verbleibenden Spielen in die Endrunde ein.
| Pos. | Spieler       | Partien | Partien | Partien | Frames | Frames | Frames | Höchstes Break | Punkte |
| Pos. | Spieler       | G       | U       | V       | G      | V      | ±      | Höchstes Break | Punkte |
| ---- | ------------- | ------- | ------- | ------- | ------ | ------ | ------ | -------------- | ------ |
| 1    | Cao Yupeng    | 2       | 1       | 0       | 8      | 3      | +5     | 117            | 7      |
| 2    | Yan Bingtao   | 1       | 2       | 0       | 7      | 5      | +2     | 129            | 5      |
| 3    | Matthew Selt  | 0       | 2       | 1       | 4      | 7      | −3     | 72             | 2      |
| 4    | Barry Hawkins | 0       | 1       | 2       | 4      | 8      | −4     | 80             | 1      |

Einzelergebnisse
| Spiel | Spieler 1     | Ergebnis | Spieler 2     |
| ----- | ------------- | -------- | ------------- |
| 1     | Barry Hawkins | 2:2      | Matthew Selt  |
| 2     | Yan Bingtao   | 2:2      | Cao Yupeng    |
| 3     | Yan Bingtao   | 2:2      | Matthew Selt  |
| 4     | Barry Hawkins | 31:31    | Cao Yupeng    |
| 5     | Yan Bingtao   | 13:13    | Barry Hawkins |
| 6     | Matthew Selt  | 30:30    | Cao Yupeng    |

Gruppe H
Die Spiele der Gruppe H fanden am 9. August statt. Der favorisierte Ronnie O’Sullivan fiel kurzfristig aus, für ihn rückte Mark Joyce nach. Damit war der Weg frei für David Gilbert, der souverän in die Endrunde einzog. Er war der zweite Spieler, der beim Gruppensieg ohne Frameverlust blieb. Bereits in der Auftaktrunde hatte er nur einen Frame abgegeben.
| Pos. | Spieler        | Partien | Partien | Partien | Frames | Frames | Frames | Höchstes Break | Punkte |
| Pos. | Spieler        | G       | U       | V       | G      | V      | ±      | Höchstes Break | Punkte |
| ---- | -------------- | ------- | ------- | ------- | ------ | ------ | ------ | -------------- | ------ |
| 1    | David Gilbert  | 3       | 0       | 0       | 9      | 0      | +9     | 143            | 9      |
| 2    | Chang Bingyu   | 1       | 1       | 1       | 5      | 6      | −1     | 86             | 4      |
| 3    | Craig Steadman | 1       | 0       | 2       | 4      | 7      | −3     | 133            | 3      |
| 4    | Mark Joyce     | 0       | 1       | 2       | 3      | 8      | −5     | 89             | 1      |

Einzelergebnisse
| Spiel | Spieler 1     | Ergebnis | Spieler 2      |
| ----- | ------------- | -------- | -------------- |
| 1     | Mark Joyce    | 31:31    | Craig Steadman |
| 2     | David Gilbert | 03:03    | Chang Bingyu   |
| 3     | David Gilbert | 03:03    | Craig Steadman |
| 4     | Mark Joyce    | 2:2      | Chang Bingyu   |
| 5     | Chang Bingyu  | 13:13    | Craig Steadman |
| 6     | Mark Joyce    | 30:30    | David Gilbert  |

### Endrunde
Die 8 Gruppensieger der Zwischenrunde wurden in zwei Gruppen aufgeteilt. Im Modus Jeder gegen jeden wurden an parallelen Tischen die beiden Gruppensieger ermittelt, die dann das Finalmatch austrugen. Die Spiele fanden alle am 13. August statt.
Alle Gruppenspiele wurden im Modus Best of 4 ausgetragen.
Gruppe 1
Mitfavorit Kyren Wilson schwächelte und musste sich nach zwei Unentschieden und einer Niederlage am Ende mit Platz 3 zufriedengeben. Das bereitete dem anderen Favoriten Mark Allen den Weg ins Finale.
| Pos. | Spieler      | Partien | Partien | Partien | Frames | Frames | Frames | Höchstes Break | Punkte |
| Pos. | Spieler      | G       | U       | V       | G      | V      | ±      | Höchstes Break | Punkte |
| ---- | ------------ | ------- | ------- | ------- | ------ | ------ | ------ | -------------- | ------ |
| 1    | Mark Allen   | 3       | 0       | 0       | 9      | 1      | +8     | 146            | 9      |
| 2    | Tom Ford     | 1       | 1       | 1       | 5      | 6      | −1     | 79             | 4      |
| 3    | Kyren Wilson | 0       | 2       | 1       | 4      | 7      | −3     | 103            | 2      |
| 4    | Bai Langning | 0       | 1       | 2       | 4      | 8      | −4     | 118            | 1      |

Einzelergebnisse
| Spiel | Spieler 1    | Ergebnis | Spieler 2    |
| ----- | ------------ | -------- | ------------ |
| 1     | Kyren Wilson | 2:2      | Bai Langning |
| 2     | Mark Allen   | 03:03    | Tom Ford     |
| 3     | Mark Allen   | 13:13    | Bai Langning |
| 4     | Kyren Wilson | 2:2      | Tom Ford     |
| 5     | Tom Ford     | 13:13    | Bai Langning |
| 6     | Kyren Wilson | 30:30    | Mark Allen   |

Gruppe 2
In einer hart umkämpften Gruppe entschieden die beiden letzten Partien. Da David Gilbert den bis dahin führenden Ali Carter besiegte und damit überholte und zeitgleich Cao Yupeng gegen Ryan Day verlor, sicherte sich Gilbert am Ende den ersten Platz und damit das Ticket ins Finale.
| Pos. | Spieler       | Partien | Partien | Partien | Frames | Frames | Frames | Höchstes Break | Punkte |
| Pos. | Spieler       | G       | U       | V       | G      | V      | ±      | Höchstes Break | Punkte |
| ---- | ------------- | ------- | ------- | ------- | ------ | ------ | ------ | -------------- | ------ |
| 1    | David Gilbert | 2       | 0       | 1       | 7      | 4      | +3     | 139            | 6      |
| 2    | Ali Carter    | 1       | 1       | 1       | 6      | 6      | ±0     | 87             | 4      |
| 3    | Ryan Day      | 1       | 1       | 1       | 5      | 6      | −1     | 91             | 4      |
| 4    | Cao Yupeng    | 1       | 0       | 2       | 5      | 7      | −2     | 113            | 3      |

Einzelergebnisse
| Spiel | Spieler 1     | Ergebnis | Spieler 2  |
| ----- | ------------- | -------- | ---------- |
| 1     | Ali Carter    | 2:2      | Ryan Day   |
| 2     | David Gilbert | 31:31    | Cao Yupeng |
| 3     | David Gilbert | 03:03    | Ryan Day   |
| 4     | Ali Carter    | 13:13    | Cao Yupeng |
| 5     | David Gilbert | 13:13    | Ali Carter |
| 6     | Ryan Day      | 13:13    | Cao Yupeng |

### Finale
Die Sieger der beiden Endrundengruppen, Mark Allen und David Gilbert, bestritten am 13. August das Turnierfinale. Allen war als Nummer 10 der Weltrangliste und 13-facher Turniersieger Favorit und mit einem Century-Break, dem 10. im Turnierverlauf, ging er auch mit 1:0 in Führung. Gilbert, der seine bisherigen Finals alle verloren hatte, hielt aber kämpferisch dagegen. Zwar verpasste er die ganz großen Breaks, aber auch mit kleineren Breaks von unter 60 Punkten holte er sich Frame um Frame und siegte schließlich 3:1. Damit holte er sich in seinem 19. Profijahr seinen ersten Ranglistentitel.
| Finale: Best of 5 Frames Schiedsrichter/in: Paul Collier Morningside Arena, Leicester, England, 13. August 2021 |                |               |
| Mark Allen | 1:3            | David Gilbert |
| 120:0 (102), 5:74 (59), 6:78, 36:82 (57)                                                                        |                |               |
| 102 | Höchstes Break | 59            |
| 1 | Century-Breaks | –             |
| 1 | 50+-Breaks     | 2             |

## Century-Breaks
40 Spieler erzielten in den 4 Turnierabschnitten insgesamt 74 Century-Breaks. Erfolgreichster Spieler war Mark Allen aus Nordirland mit 10 Breaks von 100 oder mehr Punkten. Am letzten Tag sicherte er sich mit einem seltenen 146-Punkte-Break in der Endrundengruppe auch noch das höchste Turnierbreak.
| Mark Allen        | 146, 137, 127, 124 (2×), 123, 115, 110, 103, 102 |
| David Gilbert     | 143, 139, 131, 100                               |
| Jimmy Robertson   | 140, 100                                         |
| Stuart Carrington | 137, 125                                         |
| Ryan Day          | 136, 134                                         |
| Stuart Bingham    | 134, 116                                         |
| Craig Steadman    | 133                                              |
| Mitchell Mann     | 132                                              |
| Yan Bingtao       | 130, 129, 114, 104                               |
| Martin O’Donnell  | 130                                              |
| John Higgins      | 130                                              |
| Matthew Stevens   | 130, 111                                         |
| Judd Trump        | 128                                              |
| Chang Bingyu      | 127, 125                                         |
| Andy Hicks        | 127                                              |
| Ricky Walden      | 125, 112, 105, 104, 101                          |
| Peter Lines       | 125, 115, 100                                    |
| Tom Ford          | 124                                              |
| Barry Pinches     | 122                                              |
| Soheil Vahedi     | 119                                              |

| Anthony Hamilton   | 119      |
| Bai Langning       | 118      |
| Cao Yupeng         | 117, 113 |
| Gary Wilson        | 117      |
| Joe O’Connor       | 116      |
| Louis Heathcote    | 115      |
| Noppon Saengkham   | 114, 108 |
| Mark Davis         | 113, 102 |
| Michael White      | 112, 104 |
| Yuan Sijun         | 111, 103 |
| Thepchaiya Un-Nooh | 111, 100 |
| Robert Milkins     | 111      |
| Barry Hawkins      | 107      |
| Graeme Dott        | 106      |
| Kyren Wilson       | 103, 100 |
| Jamie Jones        | 102      |
| Sydney Wilson      | 102      |
| Fergal O’Brien     | 100      |
| Shaun Murphy       | 100      |
| Dean Young         | 100      |